# Nils-Erik Saris
Nils-Erik Leo Saris, född 2 november 1928 i Helsingfors, död där 20 januari 2023, var en finländsk kemist och professor. Han var far till mikrobiologen, professorn Per Saris.
Saris var forskningsassistent vid Biokemiska forskningsanstalten 1953–1956 under A. I. Virtanen, vid University of Pennsylvania 1958–1959, sjukhuskemist vid Aurora sjukhus i Helsingfors 1956–1965 och överkemist vid Helsingfors universitetscentralsjukhus (HUCS) 1966–1972. Han blev filosofie doktor 1964, docent i biokemi vid Helsingfors universitet 1969 och var svenskspråkig professor i medicinsk kemi där 1972–1993. Han var även universitetets andre prorektor 1989–1992.
Saris har studerat mitokondrier och deras kalcium-jontransport, vilket ledde till att bioenergetiken blev ett internationellt erkänt forskningsområde i Finland. Han har innehaft en rad viktiga förtroendeuppdrag, såväl inom Finland som utomlands. Han var bland annat Finlands representant i IUPAC:s kommitté för den biologisk-kemiska sektionen 1964–1968. Han blev medicine och kirurgie hedersdoktor 1990 vid Helsingfors universitet. Han fick 1995 det första Saris-priset som är uppkallad efter honom.